# Attention (bài hát của NewJeans)
"Attention" là đĩa đơn đầu tay được thu âm bởi nhóm nhạc nữ Hàn Quốc NewJeans cho đĩa mở rộng đầu tay (EP) New Jeans của họ. Nó được phát hành dưới dạng đĩa đơn chính của EP bởi ADOR vào ngày 22 tháng 7 năm 2022.

## Bối cảnh và phát hành
Vào ngày 22 tháng 7, nhóm ngũ tấu đã phát hành video âm nhạc cho đĩa đơn đầu tay "Attention" như một bản phát hành bất ngờ, không có quảng cáo trước hoặc thông tin chi tiết về danh tính của các thành viên. Đoạn video đã nhận được hơn 1,3 triệu lượt xem trong vòng chưa đầy 24 giờ. Sau đó, họ đã phát hành video vũ đạo cho "Attention", và ngay sau đó là thông báo về đĩa mở rộng (EP) đầu tay mang tên mình, bao gồm bốn bài hát, và hai đĩa đơn bổ sung.

## Thành phần
"Attention" đã được mô tả là một bài hát với "một khúc nhạc vui nhộn nổi bật bởi một nhịp điệu rộn ràng" và "những thay đổi quan trọng giữa giai điệu chính và phụ giúp giữ cho phần nhạc cụ chịu ảnh hưởng R&B đầu những năm 2000 của nó ở mức tối giản". Thành viên Danielle của NewJeans tham gia viết lời cho ca khúc.

## Tiếp nhận quan trọng
| Đánh giá chuyên môn | Đánh giá chuyên môn |
| Nguồn đánh giá      | Nguồn đánh giá      |
| Nguồn               | Đánh giá            |
| ------------------- | ------------------- |
| IZM                 | [ 6 ]               |

Jang Jun-hwan đã viết cho IZM rằng "nó hướng đến trải nghiệm nghe thoải mái nhưng sẽ không bao giờ nhàm chán" và "thỏa mãn khái niệm và ý nghĩa của việc ra mắt theo nhiều cách".

## Hiệu suất thương mại
Attention lần lượt đạt vị trí thứ nhất trên Billboard's South Korea Songs và trên Circle Digital Chart. Ở nước ngoài, bài hát ra mắt ở vị trí thứ 26 trên RMNZ Hot Singles trên bảng xếp hạng số ra ngày 8 tháng 8 năm 2022. Trên Global 200, bài hát đạt vị trí thứ 56. Tại Singapore và Việt Nam, bài hát ra mắt ở vị trí số 11.
Vào ngày 11 tháng 8 năm 2022, Attention chính thức đạt Realtime All-Kill, điều này giúp NewJeans trở thành nhóm nhạc tiếp theo đạt Realtime All-Kill với bài hát ra mắt sau 2NE1, Miss A, WINNER, iKON, Blackpink và Wanna One.

## Bảng xếp hạng
| Bảng xếp hạng (2022)                | Thứ hạng |
| ----------------------------------- | -------- |
| Global Excl. US (Billboard)         | 54       |
| Indonesia (Billboard)               | 22       |
| Japan Heatseekers (Billboard Japan) | 3        |
| Malaysia (Billboard)                | 19       |
| New Zealand Hot Singles (RMNZ)      | 26       |
| Singapore (Billboard)               | 7        |
| Singapore Top Regional (RIAS)       | 7        |
| Hàn Quốc (Billboard)                | 1        |
| Hàn Quốc (Circle)                   | 1        |
| Taiwan (Billboard)                  | 25       |
| Việt Nam (Vietnam Hot 100)          | 8        |

| Bảng xếp hạng (2022) | Thứ hạng |
| -------------------- | -------- |
| Hàn Quốc (Circle)    | 1        |

| Bảng xếp hạng (2022) | Vị trí |
| -------------------- | ------ |
| Hàn Quốc (Circle)    | 22     |

| Bảng xếp hạng (2023) | Vị trí |
| -------------------- | ------ |
| Hàn Quốc (Circle)    | 9      |

## Giải thưởng
| Chương trình     | Ngày             | Ref.   |
| ---------------- | ---------------- | ------ |
| M Countdown      | 18 tháng 8, 2022 | [ 25 ] |
| Music Bank       | 19 tháng 8, 2022 | [ 26 ] |
| Show! Music Core | 20 tháng 8, 2022 | [ 27 ] |
| Inkigayo         | 21 tháng 8, 2022 | [ 28 ] |
| Inkigayo         | 28 tháng 8, 2022 | [ 29 ] |

## Chứng nhận
| Quốc gia                                      | Chứng nhận | Số đơn vị/doanh số chứng nhận |
| --------------------------------------------- | ---------- | ----------------------------- |
| Hàn Quốc (KMCA)                               | Bạch kim   | 100.000.000                   |
| Nhật Bản (RIAJ)                               | Bạch kim   | 100.000.000                   |
| Chứng nhận dựa theo doanh số phát trực tuyến. |            |                               |

## Lịch sử phát hành
| Quốc gia | Ngày                | Định dạng           | Nhãn         |
| -------- | ------------------- | ------------------- | ------------ |
| Toàn cầu | 22 tháng 7 năm 2022 | Tải xuống streaming | ADOR YG Plus |